# (7335) 1989 JA
(7335) 1989 JA est un astéroïde Apollon potentiellement dangereux. Il fut découvert par Eleanor Francis Helin à l'observatoire Palomar dans le Comté de San Diego en Californie, le 1er mai 1989. Il fait environ 1,8 km de diamètre.
Il est passé à 4 millions de kilomètres de la Terre le 27 mai 2022.